# Посёлок Охрового Завода
Охрового Завода — посёлок в Кантемировском районе Воронежской области России. Входит в состав Журавского сельского поселения.

## География
Посёлок расположен на берегу реки Богучарка, и примыкает с востока к центру поселения селу Журавка. Через посёлок проходит железнодорожная линия, там находится остановочный пункт «841 километр».

## Инфраструктура
В посёлке имеется несколько магазинов, школа, детский сад, амбулатория, дом культуры, парк.

## История
Посёлок появился в 1912 году при строительстве Журавского охрового завода. Первоначально завод, принадлежавший братьям Соколовым, выпускал охру, сырье для которой добывалось неподалёку. В дальнейшем (с 1990-х годов) ассортимент расширился: в карьере ведется добыча бентонитовой глины, из которой производится бентонит различного назначения.

## Население
| 2010 |
| ---- |
| 575  |